# Direction nationale d'interventions domaniales
La Direction nationale d’interventions domaniales, abrégée DNID, constitue un service à compétence nationale, rattaché à la direction de l'Immobilier de l'État de la direction générale des Finances publiques. 
Elle est chargée de diverses opérations, dont les ventes domaniales (mobilières et immobilières) ainsi que les évaluations de biens, notamment les successions vacantes.

## Missions
La DNID assure des missions nationales :
- les ventes mobilières via les Commissariats Aux Ventes (CAV),
- le pilotage des activités d’évaluation domaniale et de gestion des patrimoines privés,
- les évaluations de biens exceptionnels et le renfort des pôles d'évaluation domaniale en charge des évaluations au sein du réseau,
- l'activité de comptable spécialisé du Domaine ;

ainsi que des missions spécifiques en région Île-de-France :
- les évaluations et les expropriations pour le compte de grands opérateurs fonciers en Île-de-France,
- la gestion des successions abandonnées[3].